# Editto bulgaro

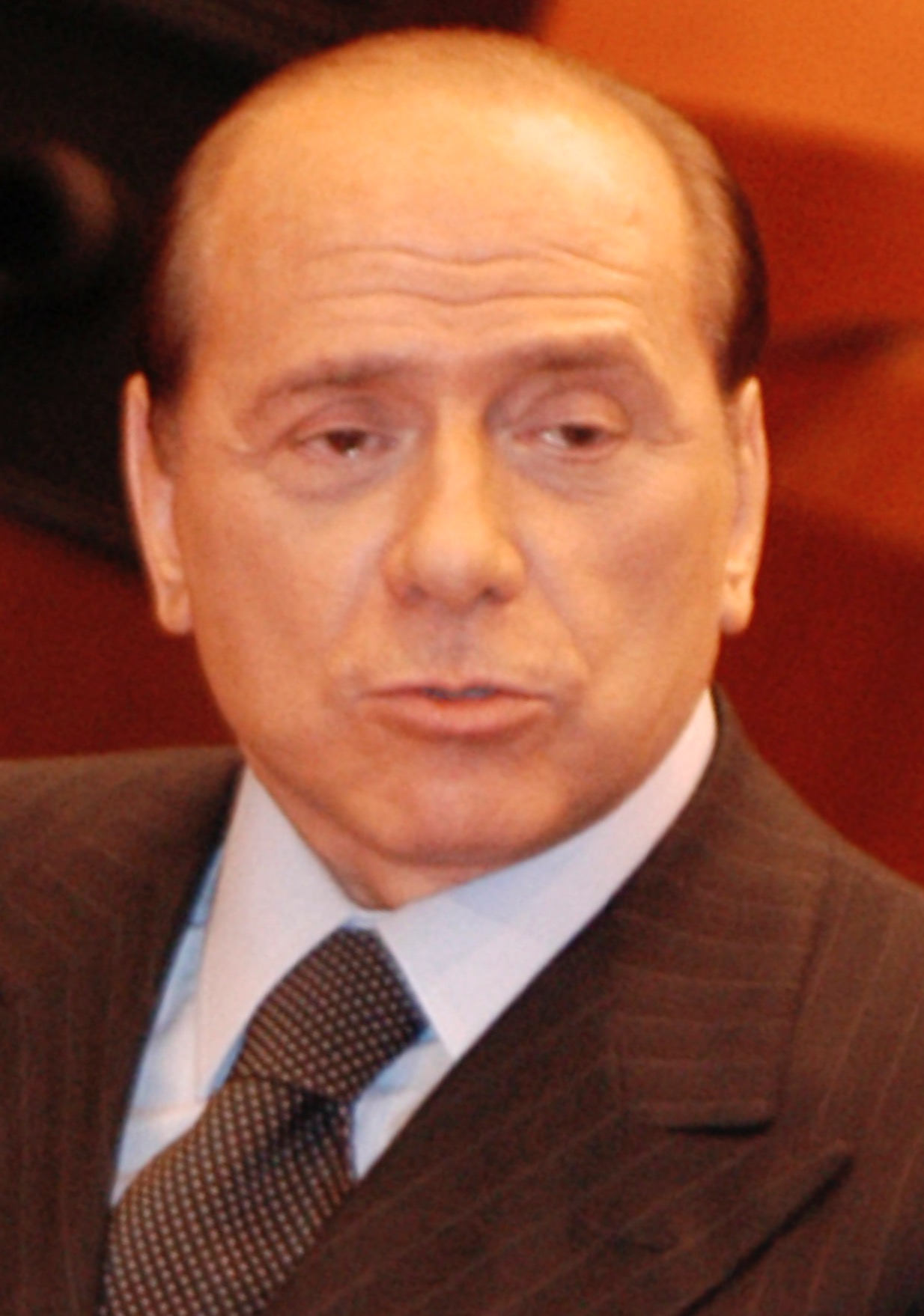
Silvio Berlusconi nel 2004

La locuzione editto bulgaro (chiamato anche editto di Sofia, diktat bulgaro o ukase bulgaro) è utilizzata nel dibattito politico italiano per indicare una dichiarazione rilasciata il 18 aprile 2002 dall'allora presidente del Consiglio Silvio Berlusconi, durante una conferenza stampa in occasione di una visita ufficiale a Sofia, dichiarazione ribattezzata poi, dal giornalista Simone Collini de l'Unità, "diktat bulgaro".
Nella dichiarazione, Berlusconi denunciò quello che, a suo dire, era stato un «uso criminoso» della TV pubblica da parte dei giornalisti Enzo Biagi e Michele Santoro e dal comico Daniele Luttazzi, affermando successivamente che sarebbe stato «un preciso dovere della nuova dirigenza» Rai non permettere più il ripetersi di tali eventi.
L'affermazione venne interpretata dall'opposizione e da una parte dell'opinione pubblica come un auspicio per l'allontanamento dei tre dalla Rai. Effettivamente i tre, dopo poco, furono estromessi dal palinsesto della Rai, alla quale solo Santoro e Biagi hanno fatto ritorno a diversi anni di distanza e dopo sentenze giudiziarie a loro favore. Luttazzi invece non è tornato a condurre un suo programma in Rai, come prima dell'editto. In due brevi occasioni è stato intervistato come ospite, entrambe le volte su Rai 3: nel 2003 fu intervistato da Pippo Baudo nella sua trasmissione Cinquanta, mentre nel 2007 fu invitato da Enzo Biagi nel suo ultimo programma televisivo RT.

## La dichiarazione
La fortuna di tale formula espressiva ("editto" o "diktat bulgaro"), che l'ha resa così atta alla comunicazione politico giornalistica fino a consolidarla come una frase idiomatica di largo uso nella discussione politica, è certamente legata alla sua innegabile potenza espressiva: i sostantivi "editto" e diktat sono utilizzati con l'intento di evocare l'idea di un'imposizione dall'alto o, per il riferimento a un sistema dittatoriale, di instaurare un parallelismo tra la vicenda e le azioni di controllo e censura della stampa compiute dalla dittatura bulgara durante il socialismo reale, così da rafforzare le critiche mosse al governo Berlusconi di attuare politiche di regime. Ciò in quanto, fra l'altro, Silvio Berlusconi era già detentore dell'unico polo televisivo privato di rilievo in Italia.
Secondo l'Enciclopedia Treccani la fortuna dell'espressione è derivata anche dal fatto che nel linguaggio giornalistico l'aggettivo "bulgaro", oltre a riferirsi al luogo dove il "discorso" sarebbe stato tenuto, ha anche un valore semantico rievocativo dei tempi più cupi della mancanza di democrazia della Bulgaria dei tempi della cortina di ferro.
La dichiarazione originale fu:
(Silvio Berlusconi, 18 aprile 2002)
La dichiarazione venne immediatamente accolta dall'opposizione come un'intrusione dell'esecutivo nelle decisioni del neoeletto CdA della Rai, allo scopo di allontanare dalla televisione pubblica i giornalisti Enzo Biagi e Michele Santoro e il comico Daniele Luttazzi. Biagi, Santoro e Luttazzi infatti erano già stati accusati più volte in precedenza dallo stesso Berlusconi di "manifesta partigianeria" e di aver portato avanti una campagna di attacchi personali verso di lui attraverso un uso indebito del canale pubblico, perfino in campagna elettorale a ridosso delle elezioni del 2001. Secondo tale corrente di pensiero è difficile non leggere le dichiarazioni di Berlusconi e i conseguenti avvenimenti come un attacco alla libertà di stampa e una subordinazione della Rai al governo, con compromissione della sua funzione di TV di pubblico servizio.
Tale interpretazione della dichiarazione quale ingerenza venne successivamente rafforzata nell'opinione pubblica dopo l'effettiva sospensione dei programmi Sciuscià, Il Fatto e Satyricon, che realizzava di fatto l'allontanamento dei tre personaggi dal video entro pochi mesi dalla dichiarazione incriminata. L'allontanamento suscitò immediatamente accese critiche in quanto i tre, pur non avendo mai nascosto la loro posizione critica nei confronti del governo Berlusconi, riscuotevano ugualmente una notevole popolarità e i loro programmi ottenevano ottimi risultati in termini di share. Inoltre quanto affermato durante le loro trasmissioni non è mai stato contestato nella sostanza: in tutte le cause intentate contro di loro, i diversi giudici hanno riconosciuto che le loro affermazioni erano pertinenti e tutte basate su fatti veri.
In realtà, pur essendo questa la prima volta che una ingerenza politica veniva così apertamente denunciata, in RAI si sono più volte verificati allontanamenti e interruzioni di trasmissioni per motivi politici, a partire dall'allontanamento di Ugo Tognazzi e Raimondo Vianello nel 1959 dopo il celebre sketch che parodiava la caduta dell'allora Presidente della Repubblica Giovanni Gronchi.
Ad anni di distanza, nel corso della trasmissione Porta a Porta condotta da Bruno Vespa, Berlusconi asserì che «Quando, a Sofia, ho parlato di Biagi, Santoro e Luttazzi, non pensavo che fossero presenti giornalisti. Altrimenti mi sarei attenuto a un linguaggio ufficiale». In realtà la frase era stata pronunciata in una conferenza stampa davanti a duecento giornalisti internazionali al termine di una visita ufficiale alle autorità bulgare, ma né il conduttore Vespa né i tre direttori di giornale presenti intervennero per ricordarlo.

## Il caso Luttazzi

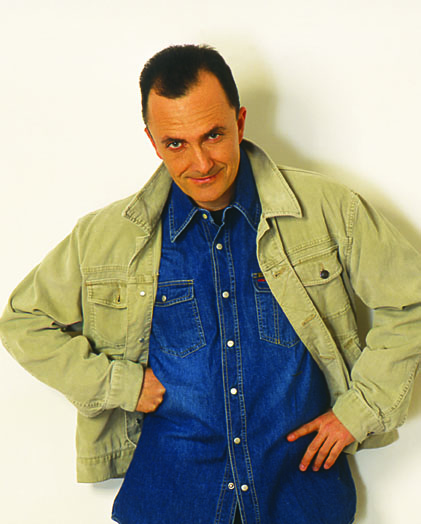
Daniele Luttazzi

Il programma Satyricon condotto da Daniele Luttazzi, nonostante una stagione di successo con ascolti record (punte di sette milioni e mezzo di telespettatori), non venne riconfermato dalla dirigenza Rai dopo la vittoria di Berlusconi alle elezioni politiche del 2001. Il talk-show si attirò da subito le critiche della destra, che accusò Luttazzi di "volgarità", ma le polemiche si fecero roventi dopo che Luttazzi aveva intervistato, in una puntata andata in onda poco prima dell'inizio della campagna elettorale per le elezioni politiche del 2001, il giornalista Marco Travaglio, che presentò il suo libro sull'origine ignota dei capitali con i quali Berlusconi cominciò la sua attività imprenditoriale. Da allora Luttazzi non ha più lavorato in Rai.
Il 25 marzo 2010 Luttazzi partecipò all'evento "Raiperunanotte", una puntata speciale di Annozero, contro il blocco applicato dalla Rai ai programmi di discussione politica in periodo di campagna elettorale. Il suo monologo faceva satira su fatti di stretta attualità, come lo scandalo del Trani-gate, intercettazioni in cui il presidente del consiglio Berlusconi, Mauro Masi (direttore generale della Rai), Giancarlo Innocenzi (commissario AGCOM) e Augusto Minzolini (direttore del TG1) concertavano la censura della trasmissione Annozero sgradita a Berlusconi. Alludendo dunque al Trani-gate, Luttazzi affermò, echeggiando il famoso ukase bulgaro di Berlusconi:
(Daniele Luttazzi, Raiperunanotte, 25 marzo 2010)

## Il caso Santoro

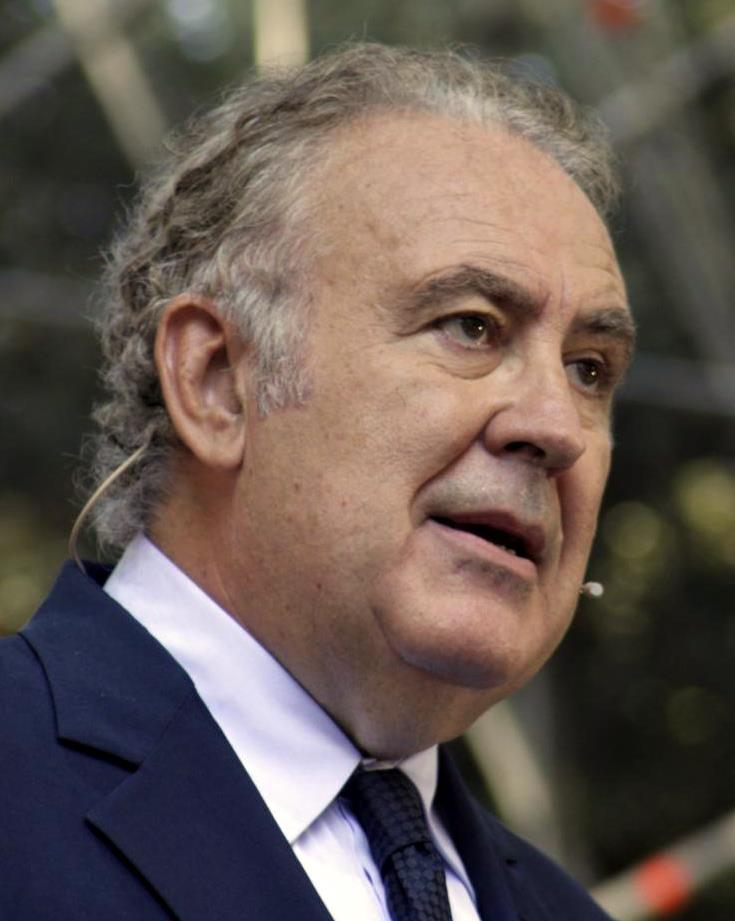
Michele Santoro

La decisione di sospendere il programma Sciuscià e di non impiegare Michele Santoro nel palinsesto autunnale venne adottata dopo la seduta del CdA Rai del 30 ottobre 2002, conseguentemente a un procedimento disciplinare interno aperto nei confronti del giornalista per i contenuti di due puntate delle sue trasmissioni, Sciuscià Edizione Straordinaria (24 maggio 2002) e un reportage di Sciuscià del 5 agosto 2002.
Dal settembre 2002 la collaborazione di Santoro con la Rai fu sospesa e non più ripresa e il programma venne sostituito da Excalibur, condotto da Antonio Socci, accusato a sua volta di tenere una condotta faziosa di sostegno a Berlusconi e ostile nei confronti dell'opposizione; tale programma fu caratterizzato, per tutta la sua durata, da ascolti molto più bassi rispetto a quelli di Sciuscià.
Nel giugno 2003, relativamente alla causa di lavoro intentata dal giornalista, il tribunale di Roma emanò un'ordinanza in cui impose alla Rai un risarcimento a beneficio di Santoro e riaffidò a quest'ultimo la conduzione di un programma «di approfondimento giornalistico a puntate collocato in prima o in seconda serata con dotazione delle risorse umane, materiali e tecniche, idonee ad assicurare la buona riuscita di esso, in misura equivalente a quella praticata per i programmi precedenti», ordinanza mai recepita, neppure successivamente a un richiamo dell'Autorità per le garanzie nelle comunicazioni, che invitava la Rai «al rispetto dei principi di pluralismo, obiettività, completezza ed imparzialità». La disputa tra la televisione pubblica italiana e Santoro si è protratta fino al 26 gennaio 2005.
Oltre a un'estemporanea apparizione nella prima puntata del programma televisivo Rockpolitik, condotto da Adriano Celentano, Santoro ha poi ripreso l'attività di conduttore sulla Rai con il programma Annozero, andato in onda su Rai 2 a partire dal 14 settembre 2006, quando ormai il governo Berlusconi era terminato. Al ritorno di Berlusconi al governo le polemiche verso Michele Santoro e la sua trasmissione Annozero (soprattutto nei confronti del giornalista Marco Travaglio) ripresero. Il 20 gennaio 2011, con l'intervista a Nadia Macrì, una delle poche ragazze disposte a parlare pubblicamente in merito alle feste di Silvio Berlusconi, la puntata ha venti milioni di telespettatori. Nel 2011 la RAI non rinnovò il contratto a Santoro, Travaglio e Ruotolo, i quali furono costretti ad abbandonare la tv pubblica.

## Il caso Biagi
Biagi decise di replicare la sera stessa dell'"editto" nella puntata de Il Fatto, dichiarando
Le trasmissioni de Il Fatto proseguirono regolarmente fino al 31 maggio quando terminò la stagione. La dirigenza Rai decise di cancellare il programma, dopo un lungo tira e molla cominciato già a gennaio, cioè prima dell'"editto bulgaro", quando il direttore generale della Rai, Agostino Saccà, si recò alla commissione parlamentare di vigilanza. Egli dichiarò che l'azienda doveva controbattere Striscia la notizia e non poteva permetterselo con una trasmissione di cinque minuti che aveva conosciuto nell'ultimo periodo un calo di 3-4 punti di share. La dichiarazione fu contestata dai commissari del centro-sinistra, durante l'audizione, perché i dati Auditel dichiaravano che il Fatto aveva uno share del 27,92% di media, quasi otto milioni di telespettatori, addirittura superiore alla quota dell'anno prima, che aveva una media del 26,22%.

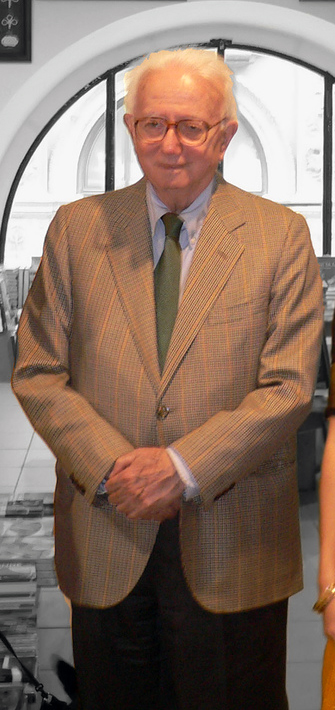
Enzo Biagi

In seguito, il 17 aprile, furono diffuse le nuove nomine della Rai. Rai 1 venne affidata a Fabrizio Del Noce, in quota Forza Italia, che dichiarò che stava studiando «una soluzione idonea per il Fatto e per Enzo Biagi». Del Noce non confermò alla stampa la presenza de Il Fatto nei palinsesti, non ancora definitivi per la nuova stagione 2002-2003 e diffusi a maggio. Biagi scrisse al nuovo presidente della Rai, Antonio Baldassarre, già membro della Corte Costituzionale, chiedendo spiegazioni sul suo futuro e se la Rai intendesse rinnovare il suo contratto in scadenza a dicembre. Baldassarre, ospite a Il fatto, ha dichiarato che «la Rai si identifica in lui quanto lui si identifica con l'azienda» , e rassicurando, in varie occasioni, che la Rai difenderà la propria autonomia e indipendenza.
Un mese dopo, durante la tradizionale presentazione a Cannes dei palinsesti autunnali della Rai, Il Fatto era assente. Alle domande dei giornalisti, la Rai rispose che «Biagi aveva perso appeal». Il 2 luglio si tenne un incontro fra Enzo Biagi, il regista de Il Fatto Loris Mazzetti, Fabrizio Del Noce e Agostino Saccà, che era diventato nel frattempo direttore generale della Rai. In questo vertice si decise di sopprimere Il Fatto e di affidare a Biagi una trasmissione in seconda serata che avrebbe fatto anche qualche prima serata, con inchieste e temi d'attualità. Inoltre si decise di rinnovare il contratto che legava Biagi alla Rai.
La bozza del contratto arrivò a Biagi solo il 18 settembre, dopo ripetute sollecitazioni da parte di quest'ultimo. Intanto Il Fatto era stato sostituito da un programma comico, con Tullio Solenghi e Massimo Lopez, Max & Tux. Il nuovo programma precipitò ben presto dal 27 al 18% di share. Del Noce imputò a Biagi il crollo degli ascolti perché «col suo vittimismo ha scatenato verso Rai 1 un accanimento senza precedenti». Biagi decise di lasciare Rai 1 e, con la mediazione sempre di Loris Mazzetti, intavolò trattative con il direttore di Rai 3, Paolo Ruffini, per riprodurre Il Fatto sulla rete da lui diretta alle 19:50, dopo il TG3 e i telegiornali regionali. Alla diffusione della notizia, il presidente Rai Baldassarre dichiarò: «È una bella notizia, ma troppo costosa per Rai 3». e Agostino Saccà disse che lo spazio che poteva essere destinato a Il Fatto era destinato a una rubrica del TGR e che la soluzione era di collocare il Fatto alle ore 18:50 prima del TG3, cosa che Biagi non gradì portandolo a far causa alla Rai.
Il 20 settembre Biagi, in una lettera al direttore generale Saccà, scrisse che se la Rai aveva ancora bisogno di lui (come dichiarato dallo stesso Saccà) e se questo ostacolo era rappresentato da problemi economici, egli si dichiarava pronto a rinunciare al suo stipendio, accettando quello dell'ultimo giornalista della Rai, purché detto stipendio venisse inviato al parroco di Vidiciatico, un paesino sperduto nelle montagne bolognesi, che gestiva un ospizio per anziani rimasti soli.
Saccà replicò, con una lettera al quotidiano la Repubblica (che stava dando grande risalto alla vicenda), che il programma non poteva essere trasmesso per esigenze pubblicitarie. Il 26 settembre Saccà inviò a Enzo Biagi una raccomandata con ricevuta di ritorno in cui gli spiegava, con toni formali, che Il Fatto era sospeso, così come le trattative fra lui e la Rai; si sarebbe trovato il tempo più in là per fare un nuovo programma, magari dai temi più leggeri.
(Enzo Biagi dal film Viva Zapatero!)
Biagi, esausto per quel tira e molla e offeso per i contenuti della raccomandata, su consiglio delle figlie e di alcuni colleghi, decise di non rinnovare il contratto e di chiudere il legame con la Rai con una transazione curata dall'avvocato Salvatore Trifirò. La Rai riconobbe il lungo lavoro di Biagi «al servizio dell'azienda» e pretese che in cambio non lavorasse per nessun'altra rete nazionale per almeno due anni.

Enzo Biagi e Silvio Berlusconi nel 1986

L'annuncio della chiusura del contratto provocò polemiche su tutti i giornali e attacchi durissimi ai dirigenti Rai, già sotto assedio per il crollo degli ascolti (che avevano provocato le dimissioni di tre dei cinque membri del CdA). Saccà e Baldassare dichiararono ai giornali che «Biagi non era stato mandato via», che quella era solo un'invenzione dei giornalisti, che Enzo Biagi era il presente, il passato e il futuro della Rai, che «la presenza di voci discordanti dall'attuale maggioranza, com'è appunto quella di Biagi, era fondamentale». Di fronte a queste levate di scudo, Biagi commentò con: «Ma, se allora tutti mi volevano, chi mi ha mandato via?».
Poco dopo, il consigliere d'amministrazione Rai Marcello Veneziani, vicino ad Alleanza Nazionale, dichiarò che Biagi con «quella chiusura del contratto, aveva svenato l'azienda e quindi la smettesse di piagnucolare a destra e a sinistra». Biagi allora rese pubblico il suo contratto di chiusura. La sua liquidazione di 1,5 milioni di euro, è la stessa cifra che, successivamente, un giudice stabilirà come risarcimento per Michele Santoro.
Il Fatto fu sostituito inizialmente con Max & Tux, una serie di sketch comici muti interpretati da Massimo Lopez e Tullio Solenghi per la regia di Giuseppe Moccia (il Pipolo del duo Castellano e Pipolo) e Carlo Corbucci: il programma, in onda per alcune settimane, ebbe ascolti ben inferiori a quello di Biagi il che portò, contrariamente agli asseriti obiettivi che avevano portato alla chiusura del programma di Biagi da parte dell'ente radiotelevisivo pubblico, a un conseguente record di ascolti per Striscia la notizia. In un'intervista relativa allo scarso successo del programma (che comunque raggiungeva picchi di 6/7 milioni di ascoltatori) e alle critiche che ne erano seguite, lo stesso Solenghi ammise che "Striscia viaggia sui nove [milioni di ascoltatori]. Ma Striscia è una corazzata, nessuno di noi aveva l'ambizione di porsi alla pari". Dopo l'esordio del programma Biagi dichiarò che
(Dichiarazioni di Enzo Biagi il giorno successivo al primo episodio di Max & Tux)
In seguito quella fascia oraria fu occupata per un breve periodo da La zingara, quiz condotto da Cloris Brosca, poi dal dicembre 2002 da Il Castello condotto alternativamente da Pippo Baudo, Carlo Conti e Mara Venier e, infine, nell'autunno del 2003, da Affari tuoi, programma che registrò un notevole successo tanto da divenire poi uno dei programmi di punta della rete, in grado di battere anche la concorrenza.
Cinque anni dopo i fatti, nel 2007, Biagi tornò in Rai con il programma RT Rotocalco Televisivo andato in onda su Rai 3 e non su Rai 1 perché i dirigenti che lo avevano cacciato erano ancora al loro posto. Biagi aprì la prima puntata del programma con queste parole:
A sorpresa Berlusconi in un'intervista del 23 aprile elogiò il nuovo programma augurando una lunga permanenza in Rai. Fece parziale marcia indietro su quanto accaduto anni prima dichiarando:
(Silvio Berlusconi, intervista a Radio anch'io)
All'indomani della morte di Enzo Biagi, avvenuta nel novembre del 2007, Berlusconi ha inoltre dichiarato di aver solo voluto esercitare un diritto di critica sull'utilizzo della TV pubblica e che «Non c'era nessuna intenzione di far uscire dalla televisione e neppure di porre veti alla permanenza in tv di chicchessia». Non si è fatta attendere la replica di Bice Biagi, figlia del giornalista scomparso, la quale ha tenuto a precisare che: «L'editto bulgaro? Certo che c'è stato, c'è qualcuno che ogni tanto ha delle botte di amnesia, mentre mio padre è stato lucido fino alla fine. Il ritorno in RAI è stato l'ultimo regalo che gli ha fatto qualcun altro che si è mosso».
In seguito nel 2008 Berlusconi è tornato sull'argomento, dichiarando:
 La frase scatenò la reazione durissima delle figlie di Biagi che accusarono Berlusconi di voler gettare fango sul giornalista, anche se morto da diversi mesi.

## Curiosità
Il 25 aprile 2022, durante un evento sul ventennale dell'editto bulgaro, Loris Mazzetti ha rivelato che l'editto bulgaro fu preceduto da un editto bolognese: al congresso di AN (5 aprile 2002) Berlusconi disse:
(  Articolo 21, Pianaccio: Editto Bulgaro vent’anni dopo, su YouTube, 26 aprile 2022,  a 49 min 10 s)